# Murajica Pajič
Pour les articles homonymes, voir Pajic.
Temple de la renommée slovène : 2007
Murajica Pajič ou Murajca Pajič (né le 24 août 1961 à Jesenice en République socialiste de Slovénie) est un joueur slovène de hockey sur glace. Il est le frère de Boris Pajič et le père de Rok Pajič.

## Biographie

### Carrière en club
Dès 1977, il débute en senior avec le HK Kranjska Gora. Il rejoint le HK Jesenice la saison suivante. En 1986, il intègre l'effectif du HDD Olimpija Ljubljanapuis passe deux saisons au KHL Medveščak. Il met un terme à sa carrière en 1998.

### Carrière internationale
Il a représenté la Yougoslavie puis la Slovénie au niveau international. Il a participé à six championnats du monde ainsi qu'aux Jeux olympiques de 1984.